# Tobrilus brevisetosus
Tobrilus brevisetosus är en rundmaskart. Tobrilus brevisetosus ingår i släktet Tobrilus, och familjen Tripyloididae. Arten är reproducerande i Sverige.